# Ligne de Lyon à Bordeaux
La ligne Lyon-Bordeaux est une liaison ferroviaire transversale française desservant le Massif central. Elle fut mise en service par tronçons car la partie orientale concernait la compagnie du PLM alors que la partie occidentale échut au PO. Dans sa partie Est, cette ligne est considérée comme difficile, en particulier entre Roanne et Tarare avec la rampe d'accès de 25 pour mille de 2,9 km pour accéder au tunnel des Sauvages permettant le franchissement du col des Sauvages dans les monts du Lyonnais.
Deux itinéraires ont été exploités : le plus court, disparu en 2008, via Clermont-Ferrand, est le plus escarpé ; l'autre, plus long, avec quatre rebroussements mais au profil plus facile, via Limoges, disparu en 2012. La jeune société Railcoop avait projeté de refaire circuler des trains par ce dernier itinéraire, avant sa liquidation en 2024.
La liaison Bordeaux-Lyon ne correspond à aucune ligne ferroviaire unique du réseau ferré national, mais en est constituée de plusieurs, dans leur intégralité ou partiellement, comme les lignes Coutras - Tulle, Périgueux - Limoges, Saint-Sulpice-Laurière - Montluçon, Clermont-Ferrand - Saint-Just-sur-Loire ou encore Moret-Veneux-les-Sablons - Lyon.

## Historique

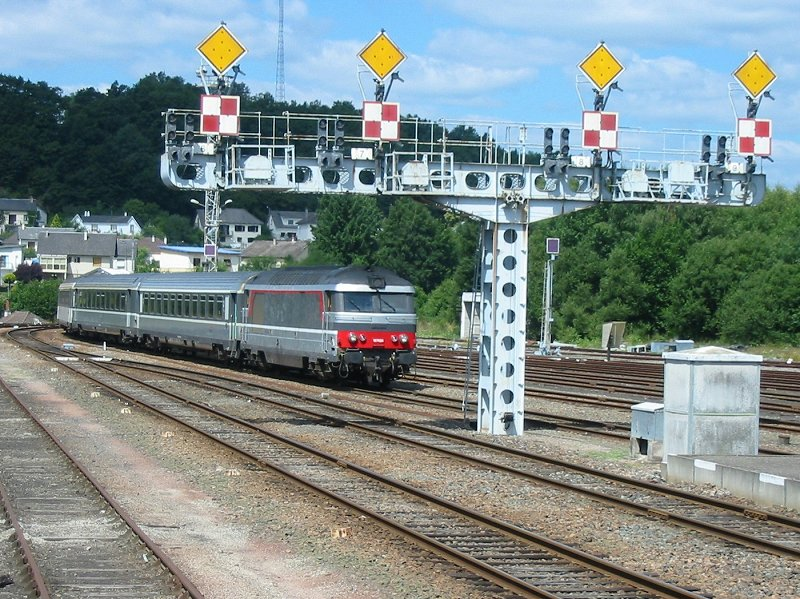
Train Corail « Le Ventadour » (trajet via Clermont-Ferrand) en gare d'Ussel en 2003.

C'est en 1853, que remonte l'origine du grand rêve de réaliser une liaison ferroviaire entre Bordeaux et Lyon. Ainsi, le duc de Morny, associé à des notables aussi bien investis dans la politique que dans les affaires seront à l'origine de la création de la Compagnie du chemin de fer du Grand Central avec la volonté affichée de construire une ligne reliant Bordeaux à Lyon à travers le Massif central. C'est ainsi qu'allait débuter toute une série de péripéties où la Compagnie du Grand Central mènera une bataille acharnée pour obtenir des concessions de lignes pour les réaliser à travers le Massif central. La concurrence sera rude, face à des grandes compagnies de chemins de fer telles que celles du « Paris Orléans » (PO) ou du « Paris Lyon Méditerranée » (PLM). En conséquence, la Compagnie du Grand Central finira par être dépecée par ses deux concurrents au cours de l'année 1857 après avoir construit plusieurs sections de lignes ferroviaires comme Coutras - Périgueux, Clermont-Ferrand, Moulins - Saint-Germain-des-Fossés - Roanne - Saint-Étienne - Lyon ou Aubin - Capdenac - Montauban. De la concession concernant les deux grandes transversales Lyon-Bordeaux (via Brive et via Limoges) la Compagnie des chemins de fer de Paris à Lyon et à la Méditerranée récupéra les lignes situées à l'Est de Clermont-Ferrand et Saint-Germain-des-Fossés et la Compagnie du chemin de fer de Paris à Orléans la partie restante située à l'Ouest. Il faudra cependant attendre les environs de la fin des années 1860 pour voir sur les deux parcours circuler des trains de bout en bout.
La Première Guerre mondiale, même si elle entraîna à certaines périodes une baisse de trafic, allait montrer une nouvelle utilité des liaisons transversales pour permettre l'alimentation du front et faciliter l'aide des Américains arrivant par les ports de l'Atlantique. Cette situation permit une certaine modernisation des installations à Périgueux (création d'un shunt du point de rebroussement), à Limoges (modernisation du dépôt) et amélioration de l'exploitation entre Limoges et Montluçon.
La période de 1913 à 1919 allait faire naître certains grands projets transcontinentaux mais qui ne seront jamais réalisés :
- 1913 : idée de réaliser un Transeuropéen qui irait de Cadix à Moscou en passant par Madrid, Agen, Lyon, Genève, Munich et Vienne
- 1916 : Paul Claudel et Édouard Herriot exposèrent le projet d'une liaison entre Bordeaux et Odessa en Ukraine via Limoges et Lyon.

Toute cette excitation allait mener vers des réflexions plus concrètes : « Comment améliorer la liaison Limoges - Saint-Germain-des-Fossés ? » qui était déjà la zone aux parcours les plus difficiles entre Bordeaux et Lyon. La Compagnie du chemin de fer de Paris à Orléans proposait même en 1917 une ligne nouvelle reliant Limoges à Saint-Germain-des-Fossés en passant par Bourganeuf et Aubusson… Ce projet est resté sans suite jusqu'à nos jours.
En 1918 les projets très ambitieux redoublèrent avec l'idée de relier l'Atlantique à la mer Noire via Lyon, Milan, Venise, Trieste, Belgrade et Bucarest avec le stratagème de contourner l'Allemagne défaite par le sud : c'était le projet de ligne du 45e parallèle, le métropolitain de l'Europe, la barrière antigermanique.
De 1919 à 1935, des études se poursuivront pour améliorer cette liaison sans jamais aboutir : renforcement de la ligne Saint-Germain-des-Fossés - Lyon et électrification de Roanne à L'Arbresle, ligne nouvelle électrifiée à double voie entre Saint-Germain-des-Fossés et Limoges avec des courbes au rayon ne descendant jamais en dessous de 500 m et des rampes n’excédant jamais les 10 mm/m, suppression des rebroussements de Gannat dans l'Allier et Saint-Sulpice-Laurière en Haute-Vienne.
De façon plus pragmatique, durant la première moitié du XXe siècle, de nombreuses circulations « Inter réseau » fonctionneront en utilisant les infrastructures existantes. Ainsi la gare de Guéret verra passer des trains Bordeaux-Milan, Bordeaux-Genève, Bordeaux-Strasbourg via Moulins et la Bourgogne ou encore Vichy-Nantes, accordant une place pour les voyageurs séduits par le thermalisme.
Avec des fréquentations moins prestigieuses, la liaison Bordeaux-Lyon via Brive se spécialisera dans la desserte de l'Auvergne (Clermont-Ferrand) et ses stations thermales (Vichy, La Bourboule, Le Mont-Dore…).
En 1938, la liaison Bordeaux-Lyon est exploitée par une seule compagnie, la SNCF, tout juste créée par la fusion des cinq plus grandes compagnies françaises (Est, Nord, État, PO et PLM).
Depuis les années 1930, les lignes ferroviaires du Massif central seront de plus en plus confrontées à la concurrence automobile, et la Seconde Guerre mondiale laissera un réseau ferroviaire en mauvais état à la suite des bombardements alliés et de diverses actions de la Résistance française.
En 1954, l'apparition des autorails RGP (Rame à grand parcours), en complément puis en remplacement des autorails Renault ABJ, apportera de substantielles améliorations aux liaisons de jour grâce à leur réversibilité (le conducteur ne mettant que trois minutes pour changer de cabine dans les gares de rebroussement).
En 1957, une liaison temporaire d'été en train auto-couchettes avec des places assises est créée entre Saint-Gervais-les-Bains et La Rochelle via Lyon, Montluçon, Limoges, Angoulême et Saintes. Elle fonctionnait les jours de fin de semaine. Vers 1965, les liaisons nocturnes Bordeaux-Genève et Saint-Gervais-les-Bains - La Rochelle verront leurs locomotives à vapeur (141 E ou 141 F) remplacées par des locomotives diesel A1AA1A 68000.
À partir de 1973, l'unique aller-retour par autorail RGP de première classe Bordeaux-Limoges-Lyon-Genève est remplacé par deux aller-retours quotidiens Bordeaux-Limoges-Lyon (avec abandon de la desserte de Genève) désormais assurés par des Rames à turbine à gaz (RTG), comportant les deux classes, qui constitueront par leur puissance (deux turbines Turboméca) et leur confort (voiture-restaurant et climatisation) un nouveau progrès pour le voyageur. Les rames RGP continueront de compléter cette relation en effectuant trois aller-retours quotidiens entre Limoges et Bordeaux. Malgré une vitesse maximale autorisée de 160 km/h, l'absence d'investissements lourds sur une ligne au parcours très accidenté ne permettra pas une amélioration substantielle du temps de trajet.
L'express Corail « le Ventadour », Bordeaux-Lyon-Grenoble, remplaçant la rame RGP de première classe puis modifiée à deux classes, était le seul train prestigieux à parcourir la ligne sur l'itinéraire sud, via Clermont-Ferrand et Tulle, où, avant les TER, les dessertes régionales étaient assurées d'abord par des X 2400 puis par les fameux X 2800 qui perduraient encore en 2005. L'express Corail fut créé en 1982 et tracté dès le début par les prestigieuses CC 72000 peu adaptées à ce profil de voie. Puis ce fut plus simplement des couplages de BB 67400 avec une rame de 4 ou 5 voitures Corail. Malgré une fréquentation correcte, « le Ventadour » est toujours remis en cause. Il n'est qu'à circulation périodique, à fréquence de plus en plus faible chaque année, alors qu'avant 1994 il fonctionnait toute l'année.
À l'arrivée du TGV Atlantique, pour assurer son remplissage, la liaison estivale Lyon-La Rochelle qui rebroussait en gare de Limoges-Bénédictins est détournée en 1990 par Vierzon et Tours puis supprimée. En 1994, la SNCF supprime un aller-retour effectué par les Turbotrain. Le train auto-couchettes circulant de nuit par Limoges et Guéret verra sa composition considérablement réduite à 3 ou 4 voitures. Autant dire que ces mesures provoqueront une baisse de la fréquentation encore plus redoutable et un enclavement ferroviaire du Massif central désormais dramatique. Ce même train, durant ses dernières années d'existence, ne desservira même plus les gares de Guéret et Montluçon étant attelé au train Rhône-Océan à Vierzon avant d'être supprimé en 2004.
La liaison quotidienne via Limoges a été supprimée fin 2012, à l'occasion de travaux sur la ligne (Plan Rail Auvergne et Limousin). Quant à la liaison par le Sud via Brive et Tulle, cette relation ferroviaire est supprimée sine die également à la suite de la fermeture de la section Ussel – Laqueuille le 6 juillet 2014. La notion de rentabilité semble avoir été mise en avant pour justifier cette position.

## Services

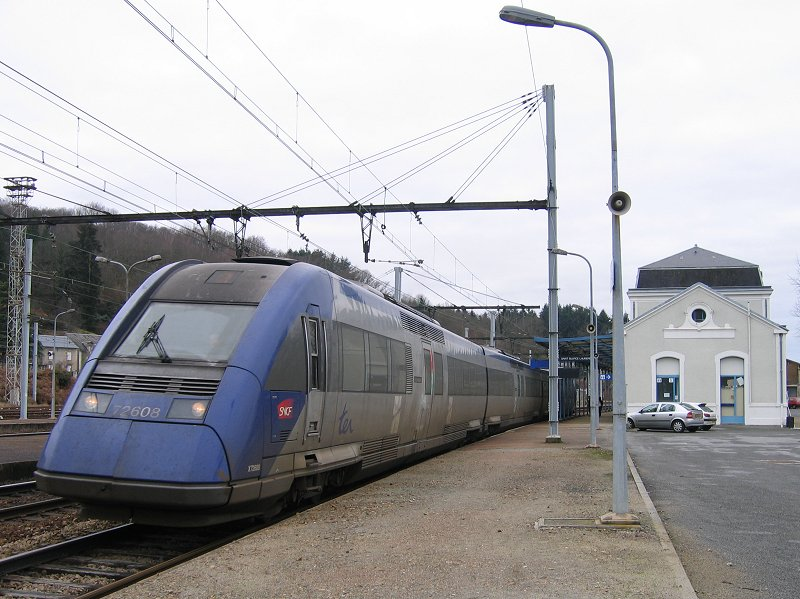
X 72500 de la Région Rhône-Alpes à Saint-Sulpice-Laurière en 2008.

Pour relier Lyon et Bordeaux, il existe principalement deux itinéraires ferroviaires : l'un via Limoges, l'autre via Clermont-Ferrand. Ces deux itinéraires divergent entre Saint-Germain-des-Fossés et Périgueux.

### Itinéraire nord
L'itinéraire nord, le plus long mais le moins accidenté, passe par Montluçon, Guéret et Limoges. C'est cet itinéraire qu'empruntaient les Turbotrains RTG Lyon-Bordeaux jusqu'en 2004. De 2004 et 2007, il ne subsiste qu'un aller-retour assuré par une rame Corail tractée avec une locomotive de type BB 67000. L'utilisation de ce type de matériel était particulièrement pénalisante car dans les gares de rebroussement telles que Périgueux, Saint-Sulpice-Laurière, Gannat et Saint-Germain-des-Fossés il fallait que la locomotive effectue un tête à queue pour repartir. Le temps de parcours entre Bordeaux et Lyon a alors dépassé les 8 h. Depuis décembre 2007, la situation s'était améliorée avec le remplacement de cette rame tractée par des autorails de type X 72500 mis à la disposition par les régions traversées. Par ailleurs, le point de rebroussement de Saint-Germain-des-Fossés avait été supprimé, ce qui permettait d'effectuer la liaison Limoges-Lyon en moins de 5 h et celle de Bordeaux-Lyon en 7 h 30. Ce train a été supprimé depuis le 9 décembre 2012 entre Limoges et Lyon.

### Itinéraire sud

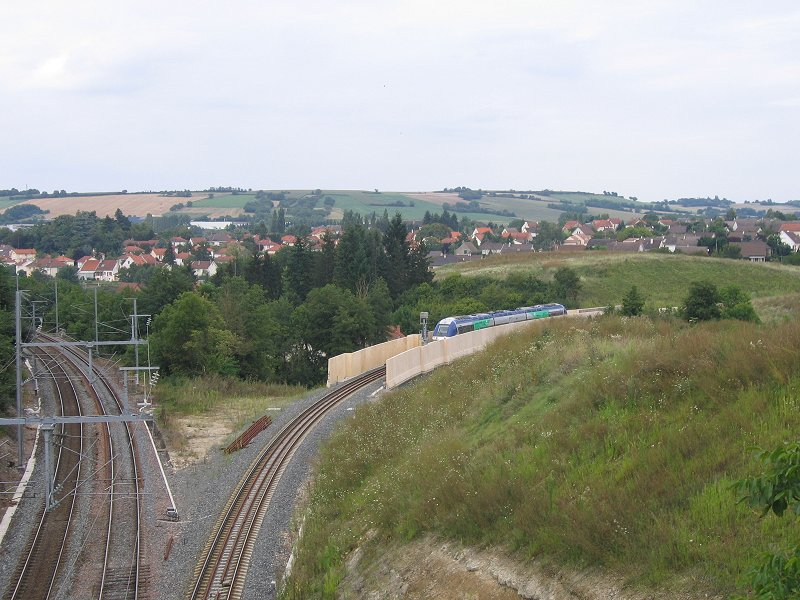
XGC sur un Clermont-Ferrand - Lyon empruntant le raccordement de Saint-Germain-des-Fossés en 2007.

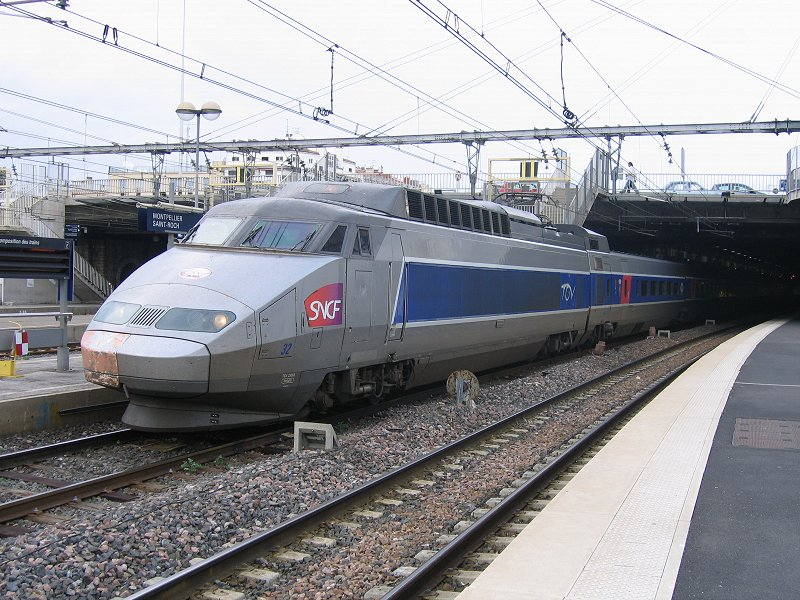
Un TGV Dijon - Lyon - Bordeaux à Montpellier.

L'itinéraire sud, plus court, passe par Clermont-Ferrand, Ussel et Brive. Il est considéré comme « ligne de montagne » entre Clermont-Ferrand et Ussel. Son point culminant est à Laqueuille à 942 m avec un embranchement vers Le Mont-Dore en rampe de 35/1000 et construit en 1881. Il y a eu, depuis 2008, une rupture de charge en gare de Clermont-Ferrand, le train étant limité au parcours Bordeaux - Clermont-Ferrand, un TER relevant la correspondance pour le reste du trajet. Toutefois, à la suite de la suspension de tout service ferroviaire, le 6 juillet 2014 entre les gares d'Ussel et de Laqueuille, cette relation fut limitée au trajet Bordeaux - Ussel avant d'être partiellement remplacée par des TER. Désormais il faut compter au mieux presque 7 h 30 pour effectuer le trajet entre Bordeaux et Clermont-Ferrand par cet itinéraire. La ligne a l'avantage de ne comporter qu'un seul point de rebroussement : celui de la gare de Tulle. Il faut ensuite 2 h 30 pour relier Clermont-Ferrand à Lyon ; cette liaison a bénéficié de la mise en service de la courte bretelle ferroviaire réalisée afin d'éviter le rebroussement des rames en gare de Saint-Germain-des-Fossés, qui profite aux deux itinéraires.

### Autres relations
Les liaisons de contournement du Massif Central : La réalisation de l'interconnexion des lignes à grande vitesse en région Île-de-France a largement contribué à accélérer le dépérissement des relations ferroviaires concernant le Massif central comme les lignes radiales Paris - Clermont-Ferrand - Marseille, ou Paris - Orléans - Limoges - Toulouse (POLT) ou encore plus sévèrement les fragiles relations subsistant d'Est en Ouest entre Lyon et Bordeaux.
La simple consultation d'un indicateur « horaires » montre actuellement qu'il existe des possibilités d'effectuer le parcours entre Lyon et Bordeaux et vice-versa en 6 h/6 h 30 par l'utilisation des solutions suivantes :
- TGV Bordeaux - Massy + TGV Massy - Lyon
- TGV Bordeaux - Paris-Montparnasse + Métro + TGV Paris-Gare de Lyon - Lyon
- TGV ou Intercités Bordeaux - Toulouse + TGV Toulouse - Lyon
- Par Saint-Pierre-des-Corps via les TGV d'interconnexion.

Cependant, l'emprunt de l'ensemble de ces relations, contournant le Massif central, peut s'avérer nettement plus onéreux pour les voyageurs.
Les trains de fret ont également tendance à éviter le Massif central. Pour facturer le transport de marchandise, la SNCF utilise la notion de distance fictive, qui vient corriger la distance réelle du coût de revient kilométrique en fonction de l'équipement et surtout du profil de la voie (une machine apte à tracter 2 000 tonnes en palier, ne pourra par exemple remorquer que 250 t dans une pente à 2,5 %).
Pour relier Bordeaux et Lyon il existait ainsi dans les années 1950 :
- un itinéraire direct Limoges–Roanne de  681 km en distance réelle et 749 unités en distance fictive ;
- un contournement sud par Toulouse–Nîmes, de  837 km et 575 unités ;
- un contournement nord par Tours–Saincaize, de 813 km et 550 unités.

## Perspectives

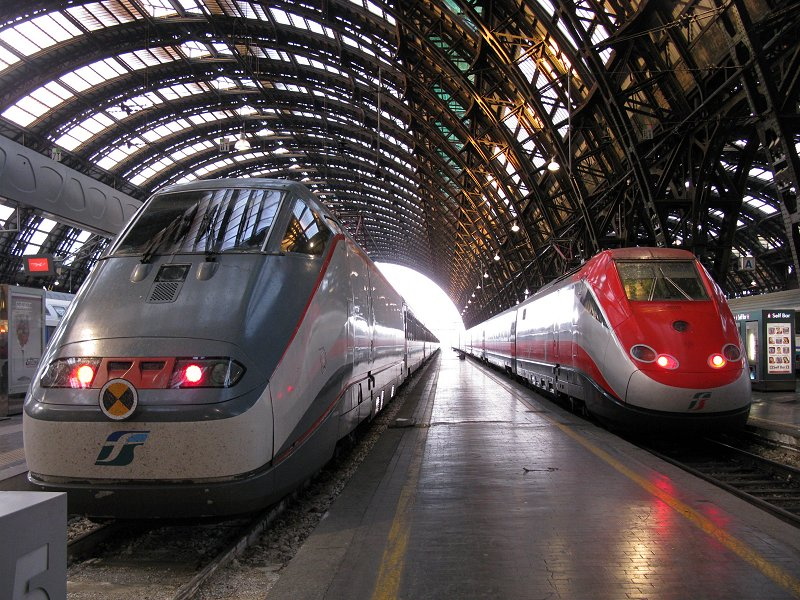
La gare de Milano Centrale en Italie, très fréquentée aujourd'hui par les trains à grande vitesse. Elle était utilisée au début du XXe siècle par les migrants qui se rendaient à Bordeaux via Lyon et Limoges pour embarquer sur les bateaux transatlantiques en direction des États-Unis.

Après plusieurs décennies d'un long déclin qui a conduit à une réduction des vitesses déjà peu élevées sur certaines sections en raison de la vétusté des infrastructures, plusieurs évènements laissent entrevoir une certaine amélioration :
- Les régions Limousin et Auvergne ont signé des plans « rail »[8] consistant à remettre à niveau les infrastructures comme entre Saint-Sulpice-Laurière et Guéret où la voie est en grande partie refaite en 2010 et la signalisation modernisée en 2012 pour un montant de 25 millions d'euros. En Auvergne cette remise à niveau concernera la section de voie Lavaufranche - Saint-Germain-des-Fossés pour un montant de 33 millions d'euros.
- La région Limousin et l'État ont décidé de cofinancer à hauteur d'un million d'euros une étude concernant l'électrification de la ligne Limoges - Montluçon et la possibilité de faire circuler un matériel bi-mode diesel-électrique[9]. En 2021, aucun projet d'électrification n'est annoncé par SNCF Réseau.
- La Région Aquitaine dans son Schéma régional des infrastructures des transports et intermodalité (SRIT)[10] a inscrit le lancement d'une étude sur l'électrification de la ligne Périgueux - Limoges afin de connecter la Dordogne au barreau LGV Poitiers - Limoges.
- La loi sur le Grenelle Environnement a inscrit le barreau LGV Poitiers Limoges dans les projets à réaliser en priorité (horizon 2017/2018). Cette même loi envisage à plus long terme le doublement de la LGV Paris - Lyon qui aurait aussi pour fonction de desservir l'Auvergne. Ces différentes LGV constitueraient les premiers maillons du projet Transline qui relierait le sillon rhodanien à la façade atlantique par la réalisation d'une liaison voyageur/fret performante.

Néanmoins, et à la surprise générale, RFF et la SNCF ont annoncé le 26 octobre 2013 la fermeture le 6 juillet 2014 de la section entre Eygurande - Merlines et Laqueuille, argüant son manque d'entretien et qu'elle « ne présente plus les garanties de sécurité ». Selon eux, 7 millions d'euros doivent être dégagés par les régions pour le « remplacement de 21 000 traverses » sur cette section. En attendant, la limitation avait régressé à 40 km/h.
Cette fermeture, effective depuis le 6 juillet 2014, a signifié la fin, jusqu'à nouvel ordre, de la ligne Lyon-Bordeaux du côté sud, du fait du manque d'un tronçon de 22 kilomètres, dont les travaux, qui sauveraient l'existence de cette ligne, sont évalués à 7 millions d'euros.
Il n'y a plus de liaison intégrale Lyon-Bordeaux par le Massif central depuis lors, une alternative par autocars est mise en place. En avril 2017, la région Nouvelle-Aquitaine annonce la réouverture de la section Bordeaux-Guéret-Montluçon, prévue pour la fin 2018.
En 2019, le nouvel opérateur ferroviaire Railcoop annonce l'ouverture en 2022 d'une liaison directe de Bordeaux à Lyon. Dans les mois qui suivent, l'intérêt public pour le projet s'accroît, à mesure qu'est constatée l'adhésion de plusieurs collectivités. En mars 2021, Railcoop confirme « avoir réuni le capital nécessaire à l'obtention de sa licence de transport ferroviaire ». Le projet consiste à desservir neuf gares entre Bordeaux et Lyon : Libourne, Périgueux, Limoges, Saint-Sulpice-Laurière, Guéret, Montluçon, Gannat, Saint-Germain-des-Fossés et Roanne, pour un trajet complet en 6 h 47. Railcoop estime le potentiel annuel de cette liaison à 690 000 passagers, récupérés à 85 % par rapport à la route. Mais en avril 2022, Railcoop annonce que faute de financement disponible, l'ouverture de la ligne est reportée sine die, puis repoussée à juin 2024, avant sa liquidation en 2024.